# Автошлях О 020101
Автошля́х О 020101 — автомобільний шлях довжиною 12,1 км, обласна дорога місцевого значення в Вінницькій області. Пролягає по Барському району від міста Бар до села Маньківці.